# Combat (Zeitung)
Combat (deutsch: Kampf), Untertitel Le Journal de Paris (deutsch: Die Pariser Zeitung), war eine zunächst illegale Zeitung, die während des Zweiten Weltkriegs als Organ der Résistance-Gruppe Combat gegründet wurde.

## Geschichte
Combat war eine Zeitung der Résistance, deren Herstellung von André Bollier geleitet wurde. Nach der Befreiung Frankreichs wurde Combat von Albert Ollivier, Jean Bloch-Michel, Georges Altschuler und vor allem von Albert Camus betreut. Ebenso trugen Jean-Paul Sartre, André Malraux, Emmanuel Mounier sowie Raymond Aron und Maurice Nadeau zu dieser Zeitung bei.
Im August 1944 bezog der Combat die Räume des Intransigeant in der Rue Réaumur 100. Ein Jahr nach seiner Gründung war er für die großen Tageszeitungen keine wirkliche Konkurrenz mehr. Seine Auflage hatte bereits zu bröckeln begonnen und fiel von über 185.000 Exemplaren im Januar 1945 auf 150.000 im August des gleichen Jahres. Im Laufe des Jahres 1946 näherte sich die Publikation, die sich vom Spiel der Parteien als Träger des französischen Wiederaufbaus nicht vereinnahmen ließ, an General de Gaulle an, ohne jedoch zur offiziellen Stimme seiner Bewegung zu werden.
1947 löste sich das von Pascal Pia und Camus gebildete Team auf. In finanziellen Schwierigkeiten wurde die Zeitung von dem Journalisten Claude Bourdet übernommen, der den französisch-tunesischen Geschäftsmann Henri Smadja bat, sie gegen eine Minderheitsbeteiligung zu retten. Smadja, der bereits 1936 die bis heute aktive Tageszeitung La Presse de Tunisie gegründet hatte, stieg 1947 mit einer Beteiligung von 50 Prozent beim Combat ein.
Ihren Ursprüngen treu, wollte sie denjenigen eine Plattform geben, die weiterhin glaubten, dass man in Frankreich eine nichtkommunistische linksgerichtete politische Kraft schaffen könnte. Im Juli 1948 übernahm Victor Fay, ein militanter Marxist, die Leitung des Combat. Mit der Übernahme der Chefredaktion durch den damals erst 32-jährigen Philippe Tesson im Jahre 1960 glaubte Henri Smadja einen Mann gefunden zu haben, den er nach Belieben lenken konnte.
Am 14. Juli 1974 nahm sich Smadja das Leben, und der Combat wurde einen Monat später endgültig eingestellt. Im März 1974 gründete Tesson Le Quotidien de Paris – der Titel ist eine Anspielung auf den Untertitel des Combat.

## Weblink
- alle in der Gallica verfügbaren Nummern (1941–1974) online